# New River (Arizona)
New River ist ein Census-designated place (CDP) im Maricopa County im US-Bundesstaat Arizona. Das U.S. Census Bureau hat bei der Volkszählung 2020 eine Einwohnerzahl von 17.290 ermittelt.

## Geographie
New Rivers geographische Koordinaten sind 33° 52′ N, 112° 55′ W (33,869149, −112,085759). New River befindet sich an der Interstate 17. Der Ort liegt im Randbereich der Metropolregion Phoenix.
Nach den Angaben des United States Census Bureaus hat dieser CDP eine Fläche von 183,5 km², wovon 183,4 km² auf Land entfallen und nur 0,01 % der Fläche entfallen auf Gewässer.
Zu den angrenzenden Gemeinden gehören Anthem, Black Canyon City, Cave Creek, Peoria und Phoenix.

## Geschichte
New River hat seinen Namen nach einem nichtstetigen Fließgewässer desselben Namens, das zum Einzugsgebiet des Agua Fria Rivers gehört. Der Ort wurde 1868 durch Darrell Duppa als Kutschenstation gegründet. Für viele Jahre war der Ort Endstelle des Black Canyon Highways (heute verläuft auf dieser Trasse der Interstate 17). Die befestigte Straße endete in New River und führt nach Prescott nur als Schottertrasse weiter.
New River hat weitgehend seine ländlichen Charakter beibehalten, allerdings breitet sich die Phoenix immer weiter in die Region aus.
Als Mitte der 1990er Jahre die Del Webb Corporation einen Entwicklungsplan vorstellte, der den Ort etwa so groß wie Flagstaff machen sollte, löste dies Bestrebungen aus, den CDP zu inkorporieren. Diese Bestrebungen waren jedoch nur kurzlebig.
Nachdem sich die Metropolregion Phoenix nordwärts ausdehnt und der Generalplan der Stadt das gesamt Gebiet beinhaltet, ist die Zukunft New Rivers jedoch ungewiss. Neu hinzugezogene Einwohner identifizieren sich mehr mit Phoenix oder dem erst 1998 entstanden Anthem.

## Demographie
Zum Zeitpunkt des United States Census 2000 bewohnten New River 10.740 Personen. Die Bevölkerungsdichte betrug 58,5 Personen pro km². Es gab 4514 Wohneinheiten, durchschnittlich 24,6 pro km². Die Bevölkerung bestand zu 95,87 % aus Weißen, 0,42 % Schwarzen oder African American, 0,60 % Native American, 0,46 % Asian, 0,05 % Pacific Islander, 1,25 % gaben an, anderen Rassen anzugehören und 1,37 % nannten zwei oder mehr Rassen. 4,85 % der Bevölkerung erklärten, Hispanos oder Latinos jeglicher Rasse zu sein.
Die Bewohner New Rivers verteilten sich auf 3921 Haushalte, von denen in 35,3 % Kinder unter 18 Jahren lebten. 68,9 % der Haushalte stellten Verheiratete, 5,6 % hatten einen weiblichen Haushaltsvorstand ohne Ehemann und 21,8 % bildeten keine Familien. 15,3 % der Haushalte bestanden aus Einzelpersonen und in 2,9 % aller Haushalte lebte jemand im Alter von 65 Jahren oder mehr alleine. Die durchschnittliche Haushaltsgröße betrug 2,73 und die durchschnittliche Familiengröße 3,04 Personen.
Die Bevölkerung verteilte sich auf 26,0 % Minderjährige, 4,8 % 18–24-Jährige, 33,2 % 25–44-Jährige, 28,5 % 45–64-Jährige und 7,5 % im Alter von 65 Jahren oder mehr. Das Durchschnittsalter betrug 38 Jahre. Auf jeweils 100 Frauen entfielen 103,9 Männer. Bei den über 18-Jährigen entfielen auf 100 Frauen 102,4 Männer.
Das mittlere Haushaltseinkommen in New River betrug 62.307 US-Dollar und das mittlere Familieneinkommen erreichte die Höhe von 68.604 US-Dollar. Das Durchschnittseinkommen der Männer betrug 46.361 US-Dollar, gegenüber 31.703 US-Dollar bei den Frauen. Das Pro-Kopf-Einkommen in New River war 25.932 US-Dollar. 5,7 % der Bevölkerung und 3,6 % der Familien hatten ein Einkommen unterhalb der Armutsgrenze, davon waren 5,5 % der Minderjährigen und 3,1 % der Altersgruppe 65 Jahre und mehr betroffen.